# 池田氏
池田氏（いけだし）は、日本の氏族。池田姓の主な氏族・家に次のようなものがある。
1. 近世大名→華族の池田氏 出自不明だが池田恒興が織豊期に大名に取り立てられ、息子輝政が徳川家康の娘を室にしたことで大大名に成り上がり、江戸期に備前岡山藩主家、近代に華族の侯爵家となった池田家を宗家とする氏族。因幡国鳥取藩主家から華族侯爵家になった池田家は分家[1]。それ以外にも大名・華族の分家が多数ある。
2. 摂津池田氏 和泉国池田村（現在の大阪府和泉市）を発祥とし、摂津国と美濃国に荘官として赴任し池田荘を開いたとされる。源平合戦の頃に、源頼政の弟源泰政が池田氏の養子に入り、泰政の子の泰光が摂津豊島郡を時景（摂津池田氏）、美濃池田郡を泰継（美濃池田氏）に継がせた。平安時代から戦国時代にかけて、摂津源氏、楠氏、足利氏、細川氏、三好氏、織田氏と主君を変えながら、摂津の有力国人として勢力を保ったが、池田知正の代に荒木村重の下克上で勢力を喪失、江戸時代に旗本となるも光重の代に改易。
3. 美濃池田氏　摂津池田氏から分かれた池田泰継に始まるという。近世大名→華族の池田氏はこの後裔とする説もある。
4. 近江池田氏　近江佐々木氏の一族。六角氏、織田氏、羽柴氏に仕えて豊臣時代に大名となった池田秀氏を出した。
5. 伊予池田氏　伊予周敷郡池田郷に住み、池田氏を称した。
6. 出羽池田氏　出羽庄内に住み、朝日山城主池田盛周が戦国時代の代表的な人物である。近代以降において、一族より政治家や実業家を輩出した。
7. 池田謙斎男爵家 池田謙斎医学博士の勲功により華族の男爵家に列した家。

## 近世大名→華族の池田氏

### 出自の謎
近世大名の池田氏は、後述する摂津池田氏の中興の祖である充正の弟の恒正、あるいはそれより3代後の恒利が尾張に移った時から始まるとし、摂津池田氏と同族であることを強調しているが、不確実でなんら確証もない。
江戸時代初期、江戸幕府は諸大名に命じてその系図を提出させたことがあった。池田氏は尾張藩儒官堀正意に依頼し系図を作成してもらったが、因州池田家の分家鉄砲洲家（若桜池田家）の5代当主で学者の池田定常は自分の系図を調べた結果、「今の武家は民間よりあらわれて大名になった者が多いのでその先祖はよくわからない。池田家は池田信輝（恒興）より以前はその実一決しがたい」と述べている。また、新井白石も「池田恒利をもって祖としそれより以前は疑問」と言述している。
その白石が作成した『藩翰譜』（または後世の『寛政重修諸家譜』）によると、源頼光の末裔を自称し、頼光の4世孫でかつ源三位頼政の弟にあたる泰政が初めて池田氏を称したとされる。泰政の9世孫と称する教依（のりより）は内藤満之の娘を妻とした。この妻はかつて楠木正行に嫁いでいたが、正行の戦死で教依に嫁いだという。そのため、教依の子教正が正行の子であるという説が生まれ、この説は池田光政以降も根強く続いたといわれる。そして、教正の5世孫にあたるのが池田恒利というものである。しかしこの系譜は確証性が乏しい。
『寛永諸家系図伝』の作成者林羅山（あるいはその子大学頭鵞峰）の言述によると、寛永9年（1633年）に藩主の座に就いたばかりの岡山藩主池田光政は「わが家の遠祖は源頼光流とするように」と自らの系譜作成を依頼したという。
池田恒利は滝川氏の出身で、池田政秀の娘（養徳院）の婿となり池田姓を名乗ったが、滝川氏は近江国の土豪とされることから、この池田氏もまた近江池田氏の一族ではないかという説もある。
また、文政4年（1821年）に美濃池田荘本郷村の龍徳寺から池田恒利の戒名「養源院殿心光宗伝禅定門」の五輪塔が発見されたことから、近世大名池田氏は美濃池田氏の系統との説もある。

### 近世大名

#### 戦国期～織豊期
池田恒利は滝川貞勝の息子とされ、はじめ室町12代将軍足利義晴に仕え、後に尾張の織田信秀に仕えたといわれる。
その妻池田氏（養徳院）は織田信長の乳母となり、子の恒興は信長の乳兄弟として信長の下で戦功を立てた。元亀元年（1570年）に尾張国犬山城主1万貫を与えられたのを皮切りに、天正8年（1580年）までには摂津国に於いて11万石を与えられた。信長の死後は羽柴秀吉に仕え、天正11年（1583年）には美濃国大垣城主13万石を与えられたが、その翌年に恒興とその嫡男の元助（之助）は、小牧・長久手の戦いで豊臣方につき戦死。
恒興の次男池田輝政が家督を継ぎ、美濃岐阜城に移封され、10万石を領した。天正16年（1588年）には豊臣本姓を与えられた。
天正18年（1590年）に相模の後北条氏が滅亡し、三河の徳川家が関東移封された後、三河国吉田城15万石2000石を与えられた。
輝政は当初中川清秀の娘糸子を室に迎えていたが、文禄3年（1594年）に徳川家康の次女督姫富子(良正院)を継室に迎えた。これが関ヶ原後に池田家が大大名に成り上がる背景となる。

#### 岡山藩主家（宗家）

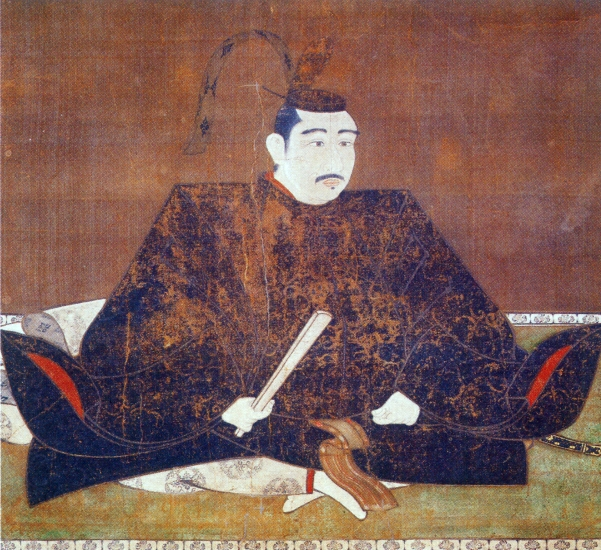
池田輝政

慶長5年（1600年）、関ヶ原の戦いで輝政は姻族の徳川方につき、その戦功で播磨姫路藩52万石を与えられ、姫路城を築城した。同年豊臣本姓を廃棄して源姓池田に復す。慶長17年（1612年）には松平姓を与えられた。
1613年（慶長18年）に輝政が没すると、播磨の遺領は長男の利隆が相続したが、10万石は備前で28万石を領していた弟の忠継に分与されたため、42万石になる。利隆の没後、9歳で家督した嫡男光政は元和3年（1617年）に因幡・伯耆二か国30万石に減転封となり、鳥取藩主となった。
さらに寛永9年（1632年）には従兄弟にあたる岡山藩主池田光仲と領地を入れ替えられて、光政は岡山藩主31万5000石に封じられた。以後池田宗家の領地は明治の廃藩置県まで岡山で固定される。
幕末の岡山藩主池田茂政は「尊王翼覇」を唱えて朝廷、幕府、長州藩の間を取り持つ国事周旋に奔走していたが、茂政の実兄徳川慶喜が将軍に就任すると討幕に踏み切れず、支藩の鴨方藩主章政を藩主に代えて征東軍に参加した。
徳川慶喜が朝敵となった後、松平姓を廃棄して池田姓に復す。維新後は華族の侯爵家に列する（→池田侯爵家（宗家）へ）。

##### 岡山藩の支藩大名・一門家臣
- 岡山藩主池田光政の三男輝禄は寛文12年（1672年）に備中国のうち1万5000石を分与され、備中国生坂藩が立藩し、廃藩置県まで存続[8][9]。維新後華族の子爵家に列する（→池田子爵家（生坂）へ）。
- 池田輝政の側室の子利政は、兄利隆とその嫡男光政に仕え、利政の子政信も光政に仕えていたが、光政の次男政言が養子に入ったことで、寛文12年（1672年）に備中国浅口・小田・窪屋三郡においてて内開発田2万5000石を分与されて岡山天神山邸に住して鴨方藩を立藩した。以降廃藩置県まで存続[10][11]。維新後華族の子爵家に列する（→池田子爵家（鴨方）へ）。
- 池田輝政の四男輝澄は、家康の外孫にあたるため、松平姓を許され、元和元年に播磨国山崎藩3万8000石を与えられ、さらに寛永8年には6万8000石に加増されたが、同17年のお家騒動で改易となり、改めて1万石が与えられた。輝澄の子政通は播磨福本藩1万石の藩主となったが、嗣子なく死去、政通の遺領のうち7000石が弟政武に分割され、以降交代寄合家となる。また政森の代の貞享4年の分与で6000石になり、明治維新に至る。維新時の当主喜通は、徳川宗家が朝敵となると松平姓を廃棄し池田姓に復するとともに、1万573石への高直しを請願して許され福本藩を維新立藩した[12]。維新後華族の男爵家に列する（→池田男爵家（福本）へ）。
- 池田恒興の長男（輝政の兄）之助の子由之は叔父輝政の家臣となり、岡山藩家老家の天城池田家の祖となった。同家は慶長14年に3万2000石、宝永元年に3万石となって維新に至る。維新期の当主政和は戊辰戦争に際して官軍に従軍して関東・東北で戦功を挙げ、その勲功で明治時代に華族の男爵に叙せられた[13]（→池田男爵家（天城）へ）。
- 池田恒興の四男池田長政は池田家重臣片桐俊元の養子に入ったことで、片桐家は池田一門となり、池田姓を許され、片桐池田家、もしくは領地の場所から周匝池田家と称された[14]。明治に華族の男爵家に列せられた[15]（→池田男爵家（片桐）へ）。
- 池田家の重臣森寺忠勝の養子に池田恒興の孫にあたる長貞が入り、その早世後も長貞の弟長政が継いだことで森寺家は池田一門となり、慶長年間に池田姓を許され、森寺池田家[16]、もしくは領地の場所から建部池田家と称された[17]。はじめ1万4000石、後に1万石となって維新に至る[16]。維新期博文とその養子博愛は官軍として姫路・常陸方面に出兵するなどの勲功があったため、明治に華族の男爵家に列せられた[15]（→池田男爵家（建部）へ）。
- 池田輝政の弟池田長吉は鳥取6万石を領していたが、長吉の長男・長幸は鳥取から備中松山へ移され、その子長常のとき改易となり、養子長信から井原1000石の旗本となる。
- 本願寺下間頼龍の子池田重利は、叔父の姫路藩主池田輝政に仕え、池田重利と改名した後、大坂の陣の軍功で播磨新宮藩主1万石となるが、4代藩主池田邦照の死後に無嗣改易[18]。弟の重教の家系は3000石の旗本となった。同家の維新期の当主池田頼誠は華族に滑り込むことを狙って、明治初年に岡山鳥取両池田家の助力を得て諸侯昇格運動をしていたが、不許可となり、士族に編入された[19]。

#### 鳥取藩主家
輝政の次男忠継を祖とする。忠継は徳川家康の外孫にあたるため、宗家と別に1603年（慶長8年）に5歳にして備前28万石を与えられ、岡山藩主となった（幼少のため異母兄の利隆が藩政を代行）。慶長12年には松平姓が与えられる。
1613年（慶長18年）に輝政が没し、姫路藩主を世襲した異母兄利隆から播磨国のうち宍粟・佐用・赤穂3郡10万石を分与されて都合38万石となる。
忠継の没後、同母弟の忠雄（輝政三男。忠継と同じく家康の外孫にあたり、1610年に淡路一国6万3000石を与えられて洲本藩主となっていた）が同家の家督を継いだが、先に領した淡路国の所領は収められた。
寛永9年（1632年）に忠雄が没すると、3歳の嫡男光仲が家督したが、直後に宗家の光政と領地を入れ替えられて鳥取藩主32万石に転封される。以後、忠継を祖とする池田分家の領地は明治の廃藩置県まで鳥取で固定された。
幕末には鳥取藩も、宗家の岡山藩と同じく、慶喜の弟である池田慶徳が養子に入っていた関係で藩論の統一に苦労したが、こちらは岡山藩と違って、藩主を隠居させることなく征東軍に参加し、山陰や奥羽に派兵して朝敵の制圧に尽力した。
慶喜が朝敵となった後、松平姓を廃棄し池田姓に復す。維新後華族の侯爵家に列する（→池田侯爵家（鳥取）へ）。

##### 鳥取藩の支藩大名
- 鳥取藩主池田光仲の次男仲澄は貞享2年に新田2万5000石を分与されて因幡国鹿奴藩を立藩。元禄15年にも鳥取宗家から再び5000石を分与されて都合3万石となった。以降明治に鳥取藩に合併されて消滅するまでその表高で存続[24]。幕末維新期の当主徳澄は戊辰戦争で官軍として戦功を挙げ、賞典金2000両を下賜された[25]。江戸期には松平姓を与えられていたが、徳川宗家が朝敵となった際に松平姓を廃棄し池田姓に復す。維新後華族の子爵家に列する（→池田子爵家（鹿奴）へ）。
- 鳥取藩主池田光仲の五男清定は、元禄13年に因幡国・伯耆国のうち内私墾田1万5000石を分与されて因幡国若桜藩を立藩。以降明治に鳥取藩に合併されて消滅するまで存続[26]。幕末維新期の当主徳定は、戊辰戦争で官軍として戦功を挙げ、賞典金5000両を下賜された[27]。江戸期には松平姓を与えられていたが、徳川宗家が朝敵となった際に松平姓を廃棄し池田姓に復す。維新後華族の子爵家に列する（→池田子爵家（若桜）へ）。
- 池田輝政の五男政綱は、元和元年（1615年）に備前岡山藩主だった兄池田忠継の死去の際に遺領のうち播磨国赤穂郡3万5000石を分与されて播磨赤穂藩主となる。政綱は家康の外孫にあたるため、松平姓も許された。死後、輝政六男池田輝興が相続したが、1645年(正保2年)に正室である黒田長政娘を殺害したことで改易となり[28]、その子池田政種は3000俵の旗本となるが、池田清勝の死後に無嗣改易。

### 華族
維新後、池田氏からは11家の華族家（侯爵家2家、子爵家4家、男爵家5家）が出た。

#### 池田侯爵家（宗家）
最後の岡山藩主池田章政は、戊辰戦争における戦功により、明治2年6月2日に賞典禄として2万石の永世禄を下賜され、さらに9月14日には函館五稜郭に立て籠もった榎本武揚一党の征討の戦功により3年間の年限禄1万石を下賜された。同年6月17日に版籍奉還に伴って岡山藩知事に転じるとともに華族に列し、明治4年7月14日の廃藩置県まで藩知事に在職した。
版籍奉還の際に定められた家禄は、現米で1万7958石。明治9年の金禄公債証書発行条例に基づき家禄（1万7958石）と賞典禄（実額5000石）の合計2万2958石と引き換えに支給された金禄公債の額は、49万52円84銭（華族受給者中13位）。
廃藩置県後東京へ移住し、明治前期の章政の住居は東京府本所区本所横綱町にあった。当時の家扶は水原久雄。
明治17年（1884年）7月7日に華族令により華族が五爵制になると旧大藩知事として章政は侯爵に列せられた。
章政は華族銀行頭取や日本鉄道会社重役などを務めた。
章政が明治36年に死去した後、嫡男詮政が家督と爵位を相続。明治42年に詮政が死去した後は嫡男禎政が家督と爵位を相続。大正9年に禎政が死去した後には禎政の弟宣政が養子として家督と爵位を相続した。宣政の代の昭和前期に池田宗家侯爵家の邸宅は東京市芝区高輪南町にあった。
宣政の長男隆政の夫人厚子は昭和天皇の第四皇女である。夫妻に子供がないまま、隆政は2012年に死去。

##### 岡山池田家最後の当主夫人の養子縁組について
- 2023年3月、日本カバヤ・オハヨーホールディングスオーナー家の野津基弘夫妻が厚子の養子となり、野津基弘から池田基煕に改名した。カバヤ・オハヨーグループは、池田動物園を開園以来支援している[38]。
- しかし厚子は直筆で〈基弘　阿久利を　いく久しく　よろしくおねがい申しあげます　池田厚子〉という手紙を送付した[39][40]ことについて、複数の親戚が2023年10月8日に厚子を訪問した際に「いただいたお手紙には、この方が厚子様の養子になられると書いてありますが。」との親戚の質問に対して「うかがっておりません。全然。」と回答、更に「お手紙の中には厚子様が野津基弘様を養子にお迎えしたいと。」との水を向けられても、「全然申しておりません。何にもそんな話はございません」とした[41]。
- 手紙の原本自体も右側にワープロ打ちで挨拶分があるが、続く文章は「基弘　阿久利」「いく久しく」「よろしくおねがい申しあげます」「池田厚子」と数センチ大の紙片を貼付けているものであった[42][39]。
- カバヤ側の記録は「10/8発言を打ち消すため、「知らない人たちがたくさん来て面倒だった」という主旨の録画を残す」「今後、親戚筋の方の来訪については、会わせない」「厚子様が10/8の面談で不快感を感じたという対応に統一し、今後は会わせない」「厚子様の返答を我々は説明できない」とある[41]。
- 2024年5月25日、天皇は厚子の自宅を「私的に訪問」しているがこの場面でも野津は「家族としてご一緒に陛下をお出迎えしたい」と要望した[42]。
- 2024年5月26日に開かれた全国植樹祭ではカバヤHD側から「皇族の親族」の立場で参加したいとの旨の伝達があったが宮内庁からは「玄関の外においでください」との案内があった[42]。
- 2024年6月のカバヤの議事録では「もう家族なんだから」「だから、こちらが家族として"「礼儀と道理」をもってやれば、何でもやっていいよ"って」「礼を尽くして何か注意されたら気を付けていけばいいと思う訳よ」「俺らと対等なのは松永侍従長ではないです」(原文ママ)と語り霞会館については「前提は「家族だから」で、十分条件は"そういう会に呼ばれて行く"っていうものが我々のブランド、ま、ブランドっていうつもりはないけど、"立場っていうものがそこまで上がっていく"って話になってくる」とした[42]。
- 手紙を受け取った[42]霞会館理事長の鷹司尚武は「仮に、すべて、聞いている通りであれば、あれは家の乗っ取りです」と答えた[43]

週刊文春はカバヤ・オハヨーHDに質問したが、すべての設問に対して「不正確。」と一言ずつ回答があるのみだった。
- 週刊文春は関係者の話としてカバヤHDが「会社ぐるみで池田家への養子入り」を目指してきたとし、「社内で幹部を集めて「家」のことを話し合う会議を設け、社員が業務として取り組んで」いると報じた[44]。

#### 池田侯爵家（鳥取）

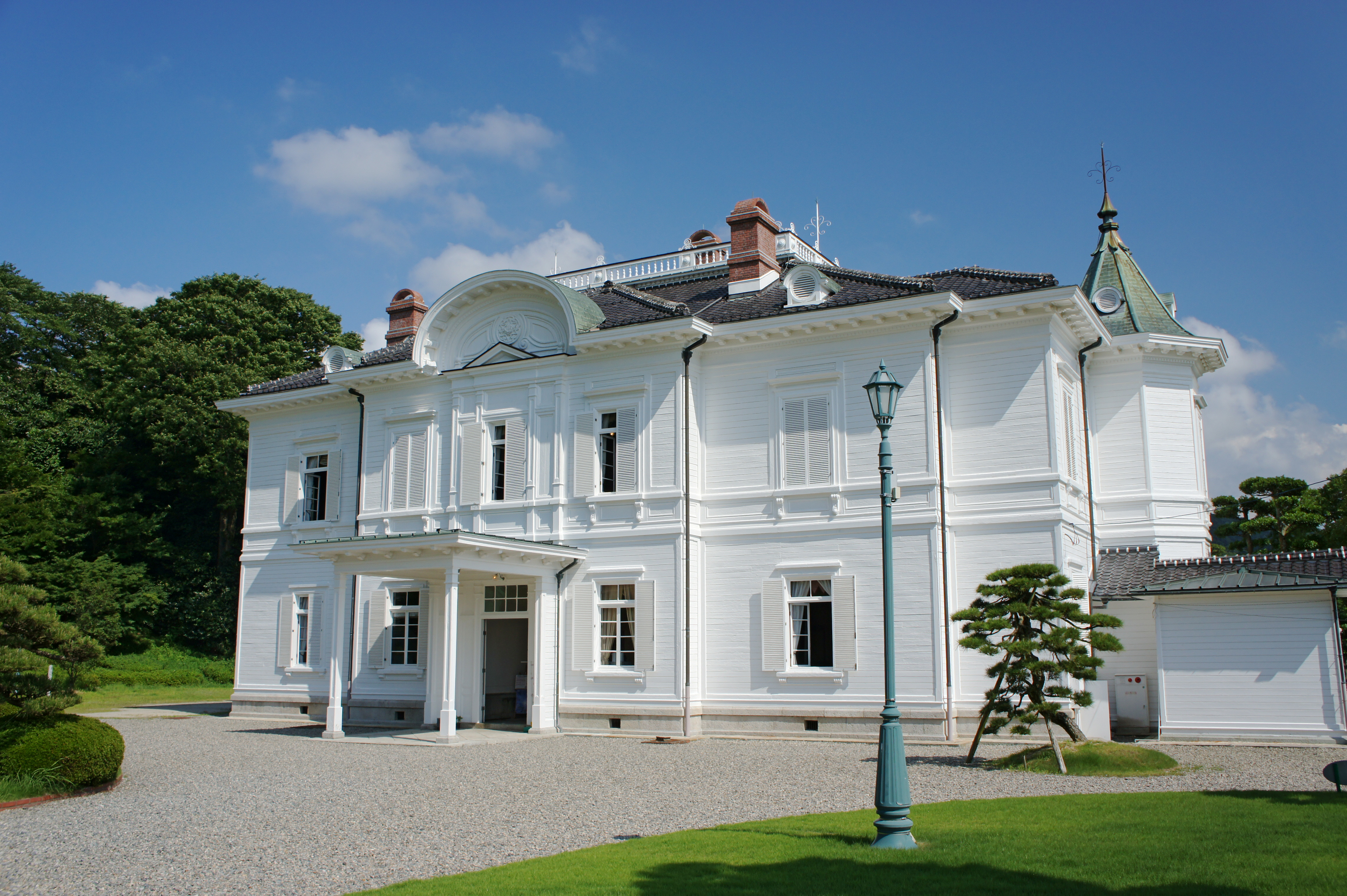
鳥取池田侯爵家の別荘だった仁風閣（鳥取県鳥取市）。明治40年に竣工したフランス・ルネサンス様式を基調とした白亜の洋館。ゴシック様式の八角尖塔は階段室になっている

最後の鳥取藩主池田慶徳は、戊辰戦争の戦功により、明治2年6月2日に賞典禄として3万石の永世禄を下賜された。同月17日に版籍奉還により鳥取藩知事に転じるとともに華族に列し、明治4年7月14日の廃藩置県まで藩知事に在職した。またこの間慶徳は議定にも任命された。
版籍奉還の際に定められた家禄は、現米で1万8643石。明治9年の金禄公債証書発行条例に基づき家禄（1万8643石）と賞典禄（実額7500石）の合計2万6143石の代わりに支給された金禄公債の額は、42万9956円5銭（華族受給者中14位）。
廃藩置県後東京に移住し、明治前期には東京府南葛飾郡寺島村に居住。当時の家扶は河崎真胤、吉田忠巳。
明治5年に慶徳は隠居し、嫡男の輝知が家督し、明治17年（1884年）7月7日には華族令施行で華族が五爵制になったのに伴い、旧大藩知事として侯爵に列せられた。
明治23年に輝知が死去した後には輝知の伯父徳川慶喜の五男仲博が養子として爵位と家督を相続。彼は陸軍軍人として中尉まで昇進した後、貴族院議員として活動した。彼の代の昭和前期に池田侯爵家の邸宅は東京市渋谷区原宿にあった。
仲博の長男徳真の長女百合子は、当代限りで絶家を表明している。
鳥取池田侯爵家の原宿本邸（大正8年竣工）
- 外観は和館で、内部は階下が洋室、階上は和室だった。
- 同邸の一室。
- 同邸の一室。
- 同邸の食堂。

#### 池田子爵家（鴨方）
明治元年、倒幕に踏み切った岡山藩は慶喜の弟にあたる藩主茂政を隠居させると、鴨方藩主だった池田章政を藩主にすえて官軍に参加した。これにより空いた鴨方藩主には章政の次男政保が就任。明治2年6月26日に版籍奉還に伴って藩知事に任じられるとともに華族に列し、明治4年7月15日の廃藩置県まで同藩知事を務めた。
版籍奉還の際に定められた家禄は、現米で922石。明治9年の金禄公債証書発行条例に基づき家禄の代わりに支給された金禄公債の額は、3万1642円8銭1厘（華族受給者中166位）。
明治前期の政保の住居は、東京府浅草区浅草西鳥越町。当時の家扶は河合貞作。
明治17年（1884年）7月7日の華族令施行により華族が五爵制になると、翌8日に旧小藩知事として政保が子爵に叙された。
政保の隠居後、爵位と家督を相続した政鋹は慶応大学法学部卒業後、宮内省、拓務省、朝鮮総督府などに官僚として勤務した。彼の代の昭和前期に子爵家の住居は神奈川県鎌倉町大町笹川にあった。政鋹の死後は政忠が爵位と家督を相続。

#### 池田子爵家（生坂）
最後の生坂藩主池田政礼は、明治3年（1870年）正月12日に版籍奉還に伴って藩知事に転じるとともに華族に列し、明治4年7月14日の廃藩置県まで同藩知事を務めた。
版籍奉還の際に定められた家禄は、現米で568石。明治9年の金禄公債証書発行条例に基づき家禄の代わりに支給された金禄公債の額は、1万9493円16銭9厘（華族受給者中231位）。
明治17年（1884年）7月7日の華族令施行により華族が五爵制になると、翌8日に旧小藩知事として政礼が子爵に叙された。
政礼の死後家督と爵位を継いだ養子（宗家慶政四男）の政時は米国留学後、東京帝国大学法科で学び、明治44年から貴族院の子爵議員に当選して務めた。彼の代の昭和前期に子爵家の住居は東京市渋谷区千駄ヶ谷町にあった。政時の死後は、姉小路公政の次男政英が養子として爵位と家督を相続した。

#### 池田子爵家（鹿奴）
最後の鹿奴藩主池田徳澄は、版籍奉還により鹿奴藩知事に転じるとともに華族に列したが、廃藩して鳥取藩に合併された。
版籍奉還の際に定められた家禄は、現米で1325石。明治9年の金禄公債証書発行条例に基づき家禄の代わりに支給された金禄公債の額は、3万4835円62銭7厘（華族受給者中157位）。
徳澄の養子で家督を継いだ源の明治前期の住居は東京府日本橋区浜町。
明治17年（1884年）7月7日の華族令施行により華族が五爵制になると、翌8日に旧小藩知事として源が子爵に叙された。
仲誠の代の昭和前期に子爵家の住居は東京市渋谷区原宿にあった。仲誠の嫡男仲親は陸軍大尉だった。

#### 池田子爵家（若桜）
最後の若桜藩主池田徳定は、版籍奉還により若桜藩知事に転じるとともに華族に列したが、明治3年に廃藩し、鳥取藩に合併された。
版籍奉還の際に定められた家禄は、現米で883石。明治9年の金禄公債証書発行条例に基づき家禄の代わりに支給された金禄公債の額は、2万3214円98銭6厘（華族受給者中204位）。明治前期の徳定の住居は東京府日本橋区浜町にあった。
明治17年（1884年）7月7日の華族令施行により華族が五爵制になると、翌8日に旧小藩知事として徳定が子爵に叙された。
徳定の嫡男で明治43年に爵位と家督を相続した清就は京都帝国大学経済学部を卒業後、横濱正金銀行に入行し、昭和前期の頃にはパリ支店に勤務していた。

#### 池田男爵家（福本）
維新立藩で播磨国福本藩主となった福本池田家の喜延は、明治3年8月2日に版籍奉還に伴って福本藩知事となるとともに華族に列したが、廃藩置県前の明治3年11月23日に本藩鳥取藩に合併されて廃藩した。
版籍奉還の際に定められた家禄は、現米で320石。明治9年の金禄公債証書発行条例に基づき家禄の代わりに支給された金禄公債の額は、1万2187円72銭5厘（華族受給者中333位）。
明治前期の当主徳潤は浅草区区長を務めており、住居は東京府麹町区富士見町にあった。
明治17年（1884年）7月7日の華族令施行により華族が五爵制になると、徳潤は翌8日に男爵に叙せられた。
しかし同家は経済的に困窮し、明治27年（1894年）に爵位返上に至った。大正3年（1914年）に福本池田家の旧臣家の出である陸軍中将藤井茂太らが福本池田家の経済力は復したとして再叙爵運動を行ったが、却下されている。

#### 池田男爵家（勝吉）
当家は池田宗家侯爵家の分家に当たる。明治元年に倒幕に踏み切った岡山藩は慶喜の弟にあたる藩主茂政を隠居させていたが、茂政は隠居後に勝吉という長男を儲けた。勝吉は明治12年10月に池田宗家の戸籍から分家して別戸を編製、特旨により華族に叙せられた。明治17年の華族令施行で華族が五爵制になると「一新後華族に列せられたる者」として男爵位を授けられた。
勝吉が死去した後には嫡男正広が爵位と家督を相続。昭和前期に同男爵家の住居は東京市荏原区戸越町にあった。

### 系譜
太字は宗家（岡山家）当主、実線は実子、点線（縦）は養子、点線（横）は婚姻関係。

## 摂津池田氏

### 出自
摂津池田氏は、旧池田村（現在の池田市）に住み池田氏を称した一族が祖と考えられる。その後、7世紀後半の荘官であった池田維将は娘婿の紀淑望の次子池田維実に池田荘を与えた（紀氏）。さらに11世紀末に、源頼政の弟源仲政の四男源泰政が池田氏の養子に入った。泰政は源頼政に助勢し戦死したが、子の泰光が源頼朝により所領を安堵され、摂津国豊島郡を時景、美濃国池田郡を泰継に継がせた（摂津源氏）。
なお、泰政の9世の孫と称する教依（のりより）は内藤満之の娘を妻とした。この妻はかつて楠木正行に嫁いでいたが正行の戦死で教依に嫁いだという。そのため、教依の子教正が正行の子であるという説が生まれ、この説は池田光政以降も根強く続いたといわれる（美濃池田氏の出自に関する記述も参照）（楠木氏）。
家紋は、『見聞諸家紋』に「池田筑後守充正」の名前で「木瓜」が載る。

### 歴史
摂津池田氏は池田城を本拠とし、清和源氏（清和源氏流摂津源氏の最初の本拠地は池田城の北（現在の兵庫県川西市多田）である）、同族の足利氏、その支流細川氏、楠木氏、三好氏、織田氏とそれぞれの時代における摂津の支配者の配下として活動した。
その池田城が最初に落城したのは応仁の乱（1467年）で東軍について、文明元年（1469年）に西軍の大内政弘の軍に攻められた時に落城したとある。この時はすぐに奪回したので被害も少なく大規模な改修はなかったと思われる。その後次いで永正の錯乱に端を発した細川氏の内紛で阿波国を本拠とする細川澄元派に属していた池田貞正は、永正5年（1508年）に細川京兆家の細川高国の攻撃を受けて落城、貞正は自殺して子の信正は逃亡した。発掘調査で炭層、焼土が厚く堆積していることが確認されており、池田城は甚大な被害をうけたと見受けられている。
享禄4年（1531年）の中嶋の戦いでも浦上村宗の攻撃を受けて落城した。直後の大物崩れにより城を取り返すと主郭の堀を広げ周りに土塁を設け、南側にも連郭状の曲輪を設け防御陣地を広げていった。天文2年（1533年）、享禄・天文の乱で2月に一向一揆に敗れて堺から淡路へ逃れていた細川晴元が4月にこの城に入城、畿内へ戻った。
永禄11年（1568年）、池田勝正は織田信長に抵抗したが織田軍の攻撃を受け落城した。しかし勝正は抵抗したお咎めを受けなかった上に逆に評価され、信長から6万石を賜って家臣となった。池田城は信長の持つ「虎口」などの城郭のノウハウを取り入れてもっとも拡張した。池田城の虎口は城内に2度曲げ、それ以外に東側に横堀を2条掘削し、大規模な曲輪を設け城域を拡張した。
織田信長が力を持ったことで三好氏が衰退していくころ、摂津池田氏も三好氏を裏切って信長につくか否かで内紛が起こり、衰退していった。池田勝正はすぐに信長の家臣になって忠実だったが、池田知正を擁立した重臣「池田二十一人衆」の荒木村重ら三好派に追放された。
知正は摂津で勢威を振るったが、室町幕府15代将軍足利義昭と信長が対立すると義昭に就いて没落、信長に寝返って摂津の領主となった荒木村重の家臣になった。村重は摂津を任され最盛期には領土は35万石となったが、天正6年（1578年）有岡城（現・伊丹市）にて謀反を起こして信長に敵対し（有岡城の戦い）、有岡城が陥落したあと、信長は「荒木村重が尼崎城と花隈城を明け渡すならば、本丸の家族と家臣一同の命は助ける」と伝えたものの応じず、一族、重臣36名家臣の妻子衆122人（知正の妻子も含まれた）を処刑され、尼崎城から花隈城へ移り、花隈城の戦いののち毛利氏のもとに亡命し、身を隠した。これに村重は子である荒木村次も連れていた。信長は村重一族を見つけ次第殺していて、村重の残党を高野山がかくまったため、信長は死ぬ直前の天正9年（1581年）8月17日、高野聖数百人を安土において処刑した。村次、知正は信長亡き後豊臣秀吉の家臣になった。知正は江戸時代には旗本となったが慶長9年（1604年）に死去、甥で養子の池田三九郎が跡を継ぐが翌年死去した。三九郎の父で知正の弟光重が継いだが、家臣（親戚とも）の不祥事に連座して改易された。系統は次男重長の系統が存続した。
「東北三大地主」と称される秋田県大仙市の池田家は、摂津池田氏の子孫という家伝をもつ。大坂の陣で豊臣方についた人物が、摂津を離れて同じ清和源氏の佐竹氏の領国である常陸国に流れ着き、苗字帯刀を許されて庄屋として定着したとされる。

## 美濃池田氏
通し字は「政」。美濃池田氏は池田泰継の代に摂津池田氏から分かれたとされる。しかし、建武の親政の頃には池田郡は美濃守護土岐氏の直轄領となっており、その後は土岐氏に従属していたと考えられる（なお、近世大名となった池田氏は後述するように美濃池田氏の系統との説がある）。
なお、やはり源頼光の子孫である土岐氏の一族に池田氏を称した者もあり、『土岐系図』に「…大桑駿河守頼名の四男池田掃部助益貞・伯父頼益の養子と為る。その子慶益（池田氏と称する）その子政益、その孫尚益あり…」となどと記述されている。

## 近江池田氏
近江国の国衆で、宇多源氏佐々木氏の支流である池田氏は、近江国甲賀郡池田が名の由来となった本貫地であるが、その後、蒲生郡へ移った。
同族である六角氏の配下であったが、観音寺騒動の後に六角氏より離れ、浅井長政、織田信長（柴田勝家与力→佐久間信盛与力）に仕えた。本能寺の変の後に明智光秀に仕えたが、山崎の戦いの敗戦の後には羽柴秀吉に仕えた。
池田景雄、池田秀氏の時代に豊臣政権の下で伊予国の大名となったが、関ヶ原の戦いで西軍に属して改易された。
江戸時代には藤堂氏の家臣、後に旗本となった。

## 池田謙斎男爵家
明治期に軍医として活躍した池田謙斎は、越後国長岡藩士入沢健蔵の次男でオランダ医学を学んだ後、幕臣の池田秀真の養子に入った。明治3年にドイツへ留学し、帰国後に陸軍軍医監に任じられるとともに侍医を拝命し、侍医局長へ上る。明治21年に日本最初の医学博士号を受け、明治30年には陸軍一等軍医正に昇進。そして明治31年2月に勲功により華族の男爵に列せられた。明治35年には枢密顧問官に列した。
謙斎が大正7年4月に死去した後、嫡男の秀男が爵位と家督を継いだ。秀男もドイツに留学し、ドイツの医学博士号を取得後、陸軍一等軍医正に進んだ。しかし襲爵直後の同年11月に死去したため、秀男の嫡男である秀一が爵位と家督を相続した。昭和5年に秀一は隠居し、弟の真次郎が爵位と家督を相続した。真次郎は農学博士号を所持し、陸軍主計少佐に昇進した。彼の代の昭和前期に男爵家の住居は東京市杉並区西荻窪にあった。